# Гиббонс, Фредерик
Фредерик Гиббонс (англ. Frederick X. "Rick" Gibbons, род. XX век) — американский психолог, профессор психологии Университета Коннектикута с августа 2012 года. Его исследования сосредоточены на социальной психологии и психологии здоровья.

## Биография
Гиббонс получил докторскую степень в Техасском университете в Остине, в 1976 году. Его диссертация на получение докторской степени была озаглавлена «Сфокусированное на себе внимание и повышение осознания реакции», и её курировал Роберт Виклунд. Прежде чем поступить на факультет Университета Коннектикута, он преподавал в Университете штата Айова, где он стал выдающимся профессором, прежде чем уйти, чтобы стать профессором Дартмутского колледжа в 2008 году.